# Monarhija
Monarhija (kasnolat. monarchia iz grčkog μοναρχία – vladavina jednog), uz republiku drugi osnovni oblik vladavine; oblik državnog uređenja u kojem vlast najčešće obnaša nasljedni i doživotni vladar. Takvog državnog poglavara naziva se monarhom, a može imati različite naslove: car, kralj, sultan, šah, knez, vojvoda, poglavica i emir te različit djelokrug djelovanja. Osim nasljednih, tijekom povijesti su postojale i izborne monarhije u kojima je plemstvo biralo doživotnog kralja.
Monarsi su uglavnom svoju vlast legitimirali milošću Božjom. Danas takva praksa postoji još u Danskoj, Nizozemskoj, Monaku i Ujedinjenom Kraljevstvu.
U nasljednoj monarhiji već je odavno prevladao sustav nasljeđivanja po prvorodstvu (primogenituri).
Danas postoje 42 monarhije i 153 republike.

## Povijesni razvoj
Oblik monarhije koji počiva na pravu dobivenom od boga/božanstva provlači se još od Starog Egipta gdje je faraon obožavan kao bog. Slično vrijedi i za carski sistem u Kineskom Carstvu gdje se između ostalih naslova, cara opisivalo kao sina Neba. U njegovoj vladavini se odražavala volja Neba što mu je davalo apsolutnu i neograničenu moć.

## Izborna i nasljedna monarhija
Izborna monarhija (s često ograničenim brojem kandidata i izbornog područja) se čini starijim oblikom od nasljedne monarhije koja je uspjela smanjiti opasnost građanskog rata kod utvrđivanja nasljednika. Izborne monarhije su do svog kraja bile Poljska i Sveto Rimsko Carstvo. Godine 2006. su to bile Malezija, Ujedinjeni Arapski Emirati, Vatikan i Kneževina Andora.
Do dolaska kršćanstva u Europu su ovdje uglavnom bile izborne monarhije. Različita plemena imala su svoje poglavice koji su u pravilu potjecali iz snažnih i utjecajnih obiteljskih klanova, ali nisu poznavali nasljedno pravo. Nakon smrti jednog poglavice, novi je bio biran uz određeni ritual, ili bi ga jednostavno proglasili. Neka plemena su samo za određeni rat ili pljačkaški pohod birala kneza, koji bi nakon obavljenog "posla" ponovo bio običan slobodnjak. Neki drugi oblik vladavine je za seljake – ratnike bio jednostavno neprihvatljiv.
To je bilo razdoblje prije feudalizma i imalo je dijelom odlike demokracije. To je prestalo s kršćanstvom. Kad je car Rimskog Carstva Konstantin Veliki 313. godine kršćanstvo proglasio jednakopravnim s drugim religijama a kasnije i sam prešao na kršćanstvo, počelo je savezništvo između kršćanskih crkvi i svjetovnih vladara. Crkva je legitimirala apsolutnu vlast vladara i nasljedno pravo idejom da je netko "vladar po Božjoj milosti". Kao protuuslugu, crkva si je osigurala privilegirani položaj i sudjelovanje u vlasti, i to je ostalo u većini država sve do Francuske revolucije.
Europom tijekom srednjeg vijeka sve više prevladavaju nasljedne monarhije: Monarh je na čelu sklopa manje-više homogenog vladajućeg područja koje onda u obliku lena dijeli svojim pristašama. Taj feudalni sistem tvori podlogu upravljanja i vojačenja u područjima kojim vlada monarh, ali trpi zbog sve većih zahtjeva vlastele da im lena pređu u vlasništvo s pravom nasljeđivanja kako bi onda oni sa svoje strane mogli dalje ta lena dijeliti svojim sljedbenicima. Do pojave ranih oblika modernih država europski monarh je praktično sve više gubio stvarnu vlast u korist tako formirane feudalne vlastele.

## Oblici monarhija
S nastajanjem modernih država, u Europi novog vremena oblikovale su se tri oblika monarhija:
Apsolutistička monarhija: U tom obliku monarh polaže pravo na isključivu osobnu vlast nad svim poslovima države, a vlastela sve više gubi svoje položaje u feudalnom sistemu u zamjenu za privilegije u državnoj upravi i vojsci. Najpoznatiji primjer takvih pretenzija na apsolutnu vlast monarha je izjava Kralja sunca Luja XIV: "Država – to sam ja". Na duži rok se takva apsolutna vlast nije mogla održati suprotno volji vlastele i građanstva koje se sve snažije razvijalo. Tamo gdje su monarhije preživjele, poprimile su elemente republike ili demokracije. Usprkos određenim poteškoćama u točnom razgraničenju tog pojma moglo bi se reći da danas (2005) još postoje kao apsolutističke sljedeće monarhije: Brunei, Vatikan, Saudijska Arabija i eventualno još koja arapska monarhija u Perzijskom zaljevu.
Ustavna monarhija: U ovom obliku monarhije vlast monarha više nije apsolutna (neograničena) nego ju utvrđuje ustav. Ali ipak, vladu ne određuju narodni predstavnici nego i dalje imenuje monarh. Primjer takve monarhije bilo je Njemačko Carstvo od 1871. do 1918., odnosno i danas Vojvodstvo Lihtenštajn.
Parlamentarna monarhija: Parlamentarna monarhija je podoblik ustavne u kojoj monarh osim ustavnih ograničenja zapravo uopće više ne sudjeluje u državnim poslovima (osim rijetkih iznimaka). Njih vode parlament i vlada, iako monarh još uvijek može imati znatan neformalni utjecaj. Njemu pripadju uglavnom još samo reprezentaivne zadaće. Takav oblik države danas u Europi imaju Belgija, Danska, Luksemburg, Norveška, Nizozemska, Švedska, Španjolska, Velika Britanija.

## Države s monarhističkim uređenjem
- Andora
- Antigva i Barbuda
- Australija
- Bahami
- Bahrein
- Belgija
- Belize
- Brunej
- Butan
- Danska
- Grenada
- Jamajka
- Japan
- Jordan
- Kambodža
- Kanada
- Katar
- Kuvajt
- Lesoto
- Lihtenštajn
- Luksemburg
- Malezija
- Maroko
- Monako
- Nizozemska
- Novi Zeland
- Norveška
- Oman
- Papua Nova Gvineja
- Saudijska Arabija
- Svazi
- Sveta Lucija
- Sveti Vincent i Grenadini
- Sveti Kristofor i Nevis
- Solomonovi Otoci
- Švedska
- Španjolska
- Tajland
- Tonga
- Tuvalu
- Ujedinjeni Arapski Emirati
- Ujedinjeno Kraljevstvo
- Vatikan

## Zanimljivosti
- Najdugovječniji vladar u povijesti čovječanstva bio je faraon Pepi II. Njegova vladavina počela je kad mu je bilo 6 godina i vjeruje se da je trajala 94 godine.
- U novije vrijeme, najdugovječniji vladar bio je tajlandski kralj Bhumibol Adulyadej koji je vladao 70 godina.

## Vanjske poveznice
- Monarhija - Hrvatska enciklopedija
- Monarhija - Proleksis enciklopedija